# Aleksander Antoni Sapieha
Aleksander Antoni Sapieha, född 3 september 1773 i Strasbourg, död 8 september 1812 i Dereczyn, var en polsk adelsman och författare.
Sapieha besökte 1802-03 de sydslaviska länderna, om vilka han skrev reseskildringen Podróze po krajach slowiańskich (tryckt 1811) och Lettres sur les bords de l'Adriatique (1808).